# Mallrats
Mallrats är en film från 1995.

## Handling
Två killar blir samma dag dumpade av sina respektive flickvänner. De båda vännerna beger sig till ett köpcentrum, där träffar de två knarklangare och tillsammans gör de upp en plan om hur de ska få tillbaka sina flickvänner.

## Om filmen
Filmen är inspelad i Eden Prairie, Los Angeles, Minneapolis, New Brunswick, Palos Verdes och Universal City. Den hade världspremiär i USA den 20 oktober 1995 och svensk premiär den 10 maj 2003 på TV3.

## Rollista (urval)
- Shannen Doherty - Rene Mosier
- Jeremy London - T.S. Quint
- Jason Lee - Brodie Bruce
- Claire Forlani - Brandi Svenning
- Ben Affleck - Shannon Hamilton
- Jason Mewes - Jay
- Ethan Suplee - Willam Black
- Stan Lee - sig själv
- Priscilla Barnes - Ivannah
- Michael Rooker - Svenning
- Kevin Smith - Silent Bob

## Musik i filmen
- Web in Front, skriven av Eric Emil Bachmann, Matthew Peter Gentling, Wiliam Eric Johnson och Mark Anderw Price, framförd av Archers of Loaf
- Social, skriven av Massimillano Giorgini, Flaviano Giorgini, Daniel Lumley och Matthew Hart, framförd av Squirtgun
- Hated It, skriven av Joel Plaskett, framförd av Thrush Hermit
- Build Me Up Buttercup, skriven av Tony Macaulay och Mike d'Abo, framförd av The Goops
- Broken, skriven av Tanya Donelly, framförd av Belly
- Cruise Your New Baby Fly Self, skriven och framförd av Girls Against Boys
- Guilty, skriven av Bill Stevenson, framförd av All
- Line Up, skriven av Justine Frischmann, framförd av Elastica
- Boogie Shoes, skriven av Harry Wayne Casey och Richard Finch, framförd av KC & The Sunshine Band
- Seventeen, skriven och framförd av Sponge
- Smoke Two Joints, skriven av Chris Kay och Michael A. Kay, framförd av Sublime
- Stoned, skriven av Daniel Johns och Ben Gilles, framförd av Silverchair
- Easy Beat, skriven av Malcolm Lockyer
- Dry Martini, skriven av Howard Pfeifer
- Garota de Ipanema, skriven av Vinicius DeMorass och Antonio Carlos Jobim
- Lollipops and Roses, skriven av Anthony Velona
- Bubbles, skriven av Gavin Rossdale, framförd av Bush
- Susanne, skriven av Rivers Cuomo, framförd av Weezer